# دومینیک زاردی
دومینیک زاردی (به فرانسوی: Dominique Zardi) نویسنده و بازیگر اهل فرانسه بود.
از فیلم‌هایی که وی در آن‌ها نقش داشته است، می‌توان به گناهکاران بی‌گناه، ماده آهوان، زن بی‌وفا، برای پنهان کردن یک پلیس، زن و بازیچه او و وقتی حرف می‌زنی دهنت رو ببند و حفره  اشاره نمود.